# Tour de l'Ale
La tour de l'Ale est le dernier vestige important des fortifications médiévales de Lausanne. De forme cylindrique, elle fait 21 mètres de haut avec un diamètre de 8 mètres.

## Histoire
Construite en 1340, la tour fait partie des fortifications de Lausanne. Plus précisément, la tour est construite pour défendre le quartier de l'Ale qui se situe devant la porte de Saint-Laurent dehors les murs de la cité. 
En 1890, la commune décide de démolir la tour. Ce projet soulève une vive opposition populaire avec l'aide du mouvement conservation du patrimoine.
La tour est classée monument historique en 1900 et restaurée.